# Волтер Бойд
Волтер Бойд (англ. Walter Boyd; нар. 1 січня 1972, Кінгстон, Ямайка) — ямайський футболіст, що грав на позиції нападника.
Виступав, зокрема, за клуб «Свонсі Сіті», а також національну збірну Ямайки.

## Клубна кар'єра
У дорослому футболі дебютував 1992 року виступами за команду клубу «Колорадо Фоксес», в якій провів чотири сезони, взявши участь у 16 матчах чемпіонату.
Протягом 1997—1999 років захищав кольори команди клубу «Арнетт Гарденс».
Своєю грою за останню команду привернув увагу представників тренерського штабу клубу «Свонсі Сіті», до складу якого приєднався 1999 року. Відіграв за валійську команду наступні два сезони своєї ігрової кар'єри. Більшість часу, проведеного у складі «Свонсі Сіті», був основним гравцем атакувальної ланки команди.
Згодом з 2001 по 2007 рік грав у складі команд клубів «Арнетт Гарденс», «Констант Спрінг» та «Нагго Гед».
Завершив професійну ігрову кар'єру у клубі «Арнетт Гарденс», у складі якого вже виступав раніше. Прийшов до команди 2007 року, захищав її кольори до припинення виступів на професійному рівні у 2010.

## Виступи за збірну
1991 року дебютував в офіційних матчах у складі національної збірної Ямайки. Протягом кар'єри у національній команді, яка тривала 11 років, провів у формі головної команди країни дев'ять матчів, забивши один гол.
У складі збірної був учасником розіграшу Золотого кубка КОНКАКАФ 1993 року у США та Мексиці, на якому команда здобула бронзові нагороди, чемпіонату світу 1998 року у Франції.

## Титули і досягнення
- Переможець Карибського кубка: 1991, 1998